# Gerkan, Marg und Partner
Gmp Architekten von Gerkan, Marg und Partner (eigene Kurzschreibweise: gmp) ist ein international tätiges deutsches Architekturbüro mit Hauptsitz in Hamburg sowie weiteren Standorten unter anderem in Peking und Shanghai.

## Geschichte

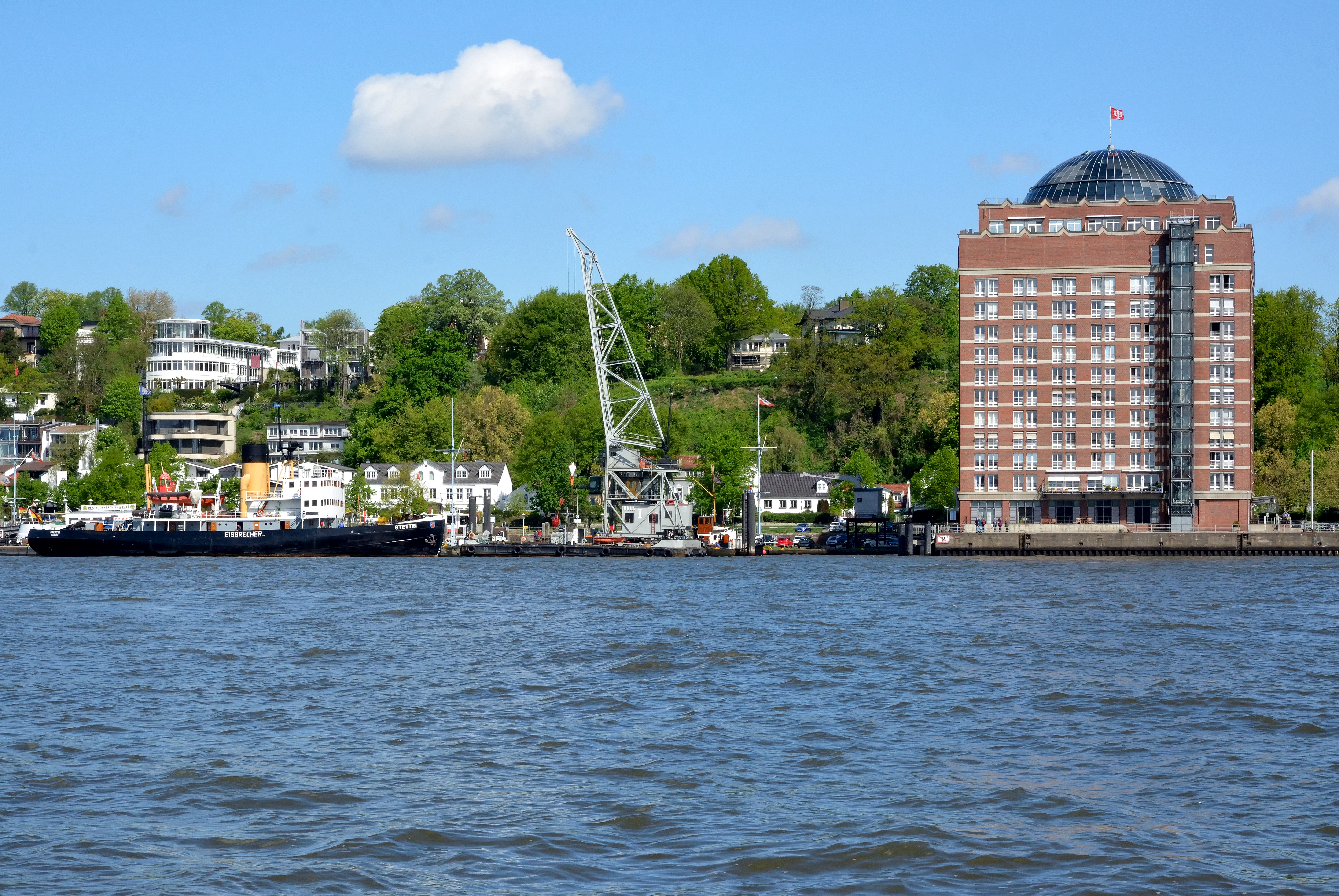
Hamburger Zentrale von gmp (links am Elbhang) und gmp-Bau Augustinum Hamburg (rechts)

Das Architekturbüro Gmp wurde 1965 von den Architekten Meinhard von Gerkan und Volkwin Marg gegründet. Ohne bis dahin ein architektonisches Bauwerk geplant zu haben, gewannen sie im gleichen Jahr mit anonymer Bewerbung den internationalen Wettbewerb für den Flughafen Berlin-Tegel, der die Architekten „gleich nach dem Studium in die erste Liga der Planer“ katapultierte.
Neben zwei Standorten in Hamburg und einem in Berlin befinden sich weitere Niederlassungen von gmp in Aachen, München, Peking, Shanghai, Shenzhen und Hanoi. Bei nationalen und internationalen Wettbewerben errang Gmp laut eigener Aussage über 400 erste Preise sowie über 250 Auszeichnungen für beispielhafte Architektur und Projekte. Zehn Bauten wurden unter Denkmalschutz gestellt. 2008 gründete Gmp die Academy for Architectural Culture, die sich „der Lösungsfindung von relevanten architektonischen Fragestellungen und der Weiterbildung von jungen Architekten aus unterschiedlichen Kulturkreisen“ widmet. Seit 2025 leiten Volkwin Marg, Stephan Schütz, Wu Wei und Magdalene Weiss das Unternehmen.

## Profil
Das Unternehmen vertritt nach eigenem Bekenntnis eine „generalistische Position“ und baut „in jedem Maßstab und kulturellen Kontext auf allen Kontinenten – vom Wohnhaus bis zum Stadion, von der Oper bis zum Museum, vom Bürobau bis zur Brücke, von der Türklinke bis zur ganzen Stadt.“ Bekannt ist Gmp vor allem für Großprojekte wie Flughäfen, Kulturbauten und Bahnhöfe, aber auch für den „Umgang mit historischer Bausubstanz.“ Im Stadionbau gilt das Büro als „weltweit führend.“
Seit seiner Gründung hat Gmp neben Architekturikonen wie dem Flughafen Berlin-Tegel, dem Berliner Hauptbahnhof oder der Neuen Messe Leipzig auch zahlreiche Bauten mit „teilweise extrem kommerzieller Ausrichtung der Bauherren“ realisiert. Falk Jaeger lobt dabei den „durchgehend hohen Qualitätsstandard“ „unter den komplexesten Bedingungen im In- und Ausland“.
Beim Bau des Flughafens Berlin Brandenburg war Gmp führend an der Planungsgemeinschaft Berlin-Brandenburg International (pg bbi) beteiligt, bis die Flughafengesellschaft im Mai 2012 der pg bbi kündigte. Eine Sonderkommission des Bundesverkehrsministeriums wertete die Entlassung im Februar 2013 als Fehler, eine Einschätzung, die auch von Beobachtern geteilt wurde. Anfang 2018 beendeten die Flughafengesellschaft und Gmp ihre juristischen Auseinandersetzung mit einem Vergleich.
Gmp gilt als erfolgreichstes europäisches Architekturbüro in China. Bis Ende 2015 kam das Büro auf insgesamt 93 Bauwerke in China, über fünfzig von Gmp entworfene Gebäude waren im Bau und weitere über vierzig in Planung. Die Stadt Nanhui New City wird für 800.000 Einwohner von Gmp geplant, das Projektende war für 2020 vorgesehen.
Als größtes deutsches Architekturbüro belegt Gmp im europäischen Ranking den elften Platz (2019). Im weltweiten Vergleich der größten Architektur- und Planungsbüros belegt gmp Platz 21 (2022).

## Projekte

### Fertiggestellt (Auswahl)
| Eröffnung        | Foto | Bauwerk                                                                                    | Ort und Land                                    | Kategorie                  |
| ---------------- | ---- | ------------------------------------------------------------------------------------------ | ----------------------------------------------- | -------------------------- |
| 1974             |      | Flughafen Berlin-Tegel                                                                     | Berlin                                          | Flughafen                  |
| 1976             |      | Sportforum der Christian-Albrechts-Universität zu Kiel () (seit 2008 unter Denkmalschutz)  | Kiel                                            | Sportstätte                |
| 1979             |      | Europäisches Patentamt                                                                     | München                                         | Verwaltungsgebäude         |
| 1980             |      | Hanse-Viertel                                                                              | Hamburg                                         | Verwaltungsgebäude         |
| 1991             |      | Zentrale der Bertelsmann Stiftung                                                          | Gütersloh                                       | Verwaltungsgebäude         |
| 1991, 2004       |      | Flughafen Stuttgart, Terminal 1 und 3                                                      | Stuttgart                                       | Flughafen                  |
| 1992             |      | Zürichhaus                                                                                 | Hamburg                                         | Verwaltungsgebäude         |
| 1993, 2005, 2008 |      | Flughafen Hamburg, Terminal 1 und 2, AirportPlaza                                          | Hamburg                                         | Flughafen                  |
| 1994             |      | Musik- und Kongresshalle Lübeck                                                            | Lübeck                                          | Musik-/Kongresssaal        |
| 1996             |      | Neue Messe Leipzig (in Zusammenarbeit mit Ian Ritchie Architects, London)                  | Leipzig                                         | Messe- und Kongresszentrum |
| 1997             |      | Hörnbrücke                                                                                 | Kiel                                            | Brücke                     |
| 1998             |      | Bahnhof Berlin-Spandau                                                                     | Berlin                                          | Bahnhof                    |
| 1999             |      | Weimarhalle                                                                                | Weimar                                          | Musik-/Kongresssaal        |
| 2000             |      | Christus-Pavillon                                                                          | Hannover (erster Standort) Volkenroda (ab 2001) | Kirche                     |
| 2001             |      | Tempodrom                                                                                  | Berlin                                          | Musik-/Kongresssaal        |
| 2003             |      | Nanhui New City (Lingang New City)                                                         | Nanhui                                          | Städtebau                  |
| 2004             |      | Olympiastadion Berlin, Umbau, Sanierung und Überdachung, Einbau einer christlichen Kapelle | Berlin                                          | Stadion                    |
| 2004             |      | RheinEnergieStadion                                                                        | Köln                                            | Stadion                    |
| 2004             |      | Flughafen Ancona                                                                           | Ancona                                          | Flughafen                  |
| 2005             |      | Deutsche Bank Park, Umbau                                                                  | Frankfurt am Main                               | Stadion                    |
| 2005             |      | Messe- und Kongresszentrum Nanning                                                         | Nanning                                         | Messe- und Kongresszentrum |
| 2005             | ?    | Messe- und Kongresszentrum Shenzhen                                                        | Shenzhen                                        | Messe- und Kongresszentrum |
| 2005             | ?    | Museum und Archiv für Stadtentwicklung, Shanghai-Pudong                                    | Shanghai-Pudong                                 | Museum                     |
| 2006             |      | Berlin Hauptbahnhof                                                                        | Berlin                                          | Bahnhof                    |
| 2007             |      | Haidian-Kirche                                                                             | Peking                                          | Kirche                     |
| 2007             |      | Herzzentrum des Universitätsklinikums Köln                                                 | Köln                                            | Krankenhaus                |
| 2009             |      | Moses-Mabhida-Stadion                                                                      | Durban                                          | Stadion                    |
| 2009             |      | Kapstadt-Stadion                                                                           | Kapstadt                                        | Stadion                    |
| 2009             |      | Chongqing Grand Theater                                                                    | Chongqing                                       | Musik-/Theatersaal         |
| 2010             |      | Hanoi Museum                                                                               | Hanoi                                           | Museum                     |
| 2011             |      | Chinesisches Nationalmuseum, Erweiterung und Umgestaltung                                  | Peking                                          | Museum                     |
| 2011             |      | neuer Tianjin Westbahnhof                                                                  | Tianjin                                         | Bahnhof                    |
| 2011             |      | Shanghai Oriental Sports Center                                                            | Shanghai                                        | Stadion                    |
| 2011             |      | Shenzhen Universiade Sports Centre Stadium                                                 | Shenzhen                                        | Stadion                    |
| 2012             |      | Nationalstadion Warschau                                                                   | Warschau                                        | Stadion                    |
| 2013             |      | Estádio Nacional de Brasília Mané Garrincha, Dach und Stützenfassade                       | Brasília                                        | Stadion                    |
| 2013             |      | Estádio Governador Magalhães Pinto, Umbau, Erweiterung des Daches                          | Belo Horizonte                                  | Stadion                    |
| 2013             |      | Hans-Sachs-Haus in Gelsenkirchen, Neubau und Sanierung                                     | Gelsenkirchen                                   | Verwaltungsgebäude         |
| 2014             |      | Arena da Amazônia                                                                          | Manaus                                          | Stadion                    |
| 2014             |      | Nationalversammlung                                                                        | Hanoi                                           | Kongresssaal               |
| 2017             |      | Deutsches Haus Ho Chi Minh City                                                            | Ho-Chi-Minh-Stadt                               | Verwaltungsgebäude         |
| 2017             |      | Kulturpalast Dresden, Sanierung und Neubau Konzertsaal                                     | Dresden                                         | Musiksaal                  |
| 2017             |      | Neubau der Kunsthalle Mannheim                                                             | Mannheim                                        | Museum                     |
| 2018             |      | U- und S-Bahnhof Elbbrücken                                                                | Hamburg Elbbrücken                              | Bahnhof                    |
| 2018             |      | Guangxi Culture and Art Center                                                             | Nanning                                         | Musiksaal                  |
| 2020             |      | Berlin Brandenburg Airport                                                                 | Berlin                                          | Flughafen                  |
| 2021             |      | Isarphilharmonie                                                                           | München                                         | Musiksaal                  |
| 2021             |      | Asia Financial Center & AIIB Hauptsitz                                                     | Peking                                          | Verwaltungsgebäude         |
| 2022             |      | Drusus-Stadion, Sanierung und Erweiterung                                                  | Bozen                                           | Stadion                    |
| 2023             |      | Estadio Santiago Bernabéu, Umbau                                                           | Madrid                                          | Stadion                    |

### In Planung oder in Bau
- Neubau des Operativen Zentrums des Universitätsklinikums Erlangen[22]
- Staatsbibliothek zu Berlin, Umbau[23]

## Auszeichnungen und Preise
- DAM Preis für Architektur in Deutschland 2019: Kulturpalast Dresden[24]
- Klassik-Nike 2016 des Bundes Deutscher Architekten (BDA): Flughafen Tegel
- iF communication design award 2010: Moses Mabhida Stadion, Durban, Südafrika
- Preis des Deutschen Stahlbaues 2010: Cape Town Stadium
- IPC/IAKS Sonderpreis 2007: Commerzbank-Arena Frankfurt
- IABSE Outstanding Structure Award 2007: Dach der Commerzbank-Arena Frankfurt
- iF Gold Award 2007: Kapelle im Olympiastadion Berlin
- red dot award 2007: Kapelle im Olympiastadion Berlin
- Renault Traffic Design Award 2006: Berlin Hauptbahnhof
- 3. Preis – Verzinkerpreis für Architektur und Metallgestaltung 1999: Bahnhof Berlin-Spandau

## Ausstellungen
- 2010: Von Kapstadt nach Brasilia/From Capetown to Brasilia. Neue Stadien der Architekten von Gerkan, Marg und Partner/New Stadiums by the Architects Gmp, Pinakothek der Moderne, München
- 2015: Auf alten Fundamenten – On Old Foundations Aedes Network Campus, Berlin[25]
- 2019: Architecture × Fashion – gmp × ICICLE – a Dialog, im Rahmen des Hamburger Architektur Sommers 2019, Barlach Halle K, Hamburg[26]
- 2023–24: UMBAU Nonstop Transformation, 2023 Salone Verde, Venedig; 2024 AIT-Salon, Hamburg[27]

### Werkmonografie
- Meinhard von Gerkan: Architektur von Gerkan, Marg und Partner (ausführliches Werkverzeichnis in sieben Bänden von 1966 bis 1999) Birkhäuser, Basel 2001, ISBN 3-7643-6457-2.
- Meinhard von Gerkan (Hrsg.): Architecture 2003–2007 (= von Gerkan, Marg und Partner. Band 11). Prestel, München 2009, ISBN 978-3-7913-4270-2 (deutsch, englisch).
- Meinhard von Gerkan unter Mitarbeit von Detlef Jessen-Klingenberg (Hrsg.): Architecture 2007–2011 (= gmp · Architekten von Gerkan, Marg und Partner. Band 12). Hatje-Cantz, Berlin 2020, ISBN 978-3-7757-4787-5 (deutsch, englisch).
- Meinhard von Gerkan in Zusammenarbeit mit Stephan Schütz unter Mitarbeit von Detlef Jessen-Klingenberg (Hrsg.): Architecture 2011–2015 (= gmp · Architekten von Gerkan, Marg und Partner. Band 13). Hatje-Cantz, Berlin 2022, ISBN 978-3-7757-5056-1 (deutsch, englisch).
- Stephan Schütz mit Detlef Jessen-Klingenberg (Hrsg.): Architecture 2015–2019 (= gmp · Architekten von Gerkan, Marg und Partner. Band 14). Hatje-Cantz, Ostfildern 2024, ISBN 978-3-7757-5489-7 (deutsch, englisch).

### Sonstige Literatur
- Volkwin Marg (Hrsg.): Stadien und Arenen von Gerkan, Marg und Partner. Hatje Cantz, 2006, ISBN 3-7757-1677-7.
- Von Kapstadt nach Brasilia/From Capetown to Brasilia. Neue Stadien der Architekten von Gerkan, Marg und Partner/New Stadiums by the Architects Gmp. Ausstellungskatalog in deutscher und englischer Sprache. Prestel, München 2010, ISBN 978-3-7913-4439-3.
- Falk Jaeger (Hrsg.): 3 stadia 2010. Architecture for an African dream - Architektur für einen afrikanischen Traum. Jovis, Berlin 2010, ISBN 978-3-86859-063-0 (deutsch, englisch).
- Falk Jaeger (Hrsg.): Next 3 stadia. Warsaw, Bucharest, Kiev. Jovis, Berlin 2012, ISBN 978-3-86859-154-5 (deutsch, englisch).
- Gert Kähler: Auf alten Fundamenten. Bauen im historischen Kontext. Architekten von Gerkan, Marg und Partner. Hrsg.: Volkwin Marg. Dölling und Galitz, München, Hamburg 2013, ISBN 978-3-86218-039-4.
- Falk Jaeger (Hrsg.): 3+1 stadia for Brazil. Belo Horizonte, Manaus, Brasília + Rio de Janeiro. Jovis, Berlin 2014, ISBN 978-3-86859-326-6 (deutsch, englisch).
- Bauen zwischen Welten. Internationale Projekte der Architekten von Gerkan, Marg und Partner. Hrsg. v. Christian Schittich. Institut für internationale Architektur-Dokumentation, München 2016 (Edition Detail).
- Hubert Nienhoff (Hrsg.): Reverences, References. Volkwin Marg - stadium architecture by von Gerkan, Marg and Partners. deutsches Beiheft: Reverenzen - Referenzen. Volkwin Marg - Stadion-Architektur der Architekten von Gerkan, Marg und Partner (= Baumeister Edition). Callwey, München 2016, ISBN 978-3-7667-2261-4 (englisch, deutsch).
- Gert Kähler (Hrsg.): „Ich freue mich immer, nach Hause zu kommen“. Privathäuser der Architekten von Gerkan, Marg und Partner. Dölling und Galitz, München, Hamburg 2019, ISBN 978-3-86218-113-1.
- Jürgen Tietz in Zusammenarbeit mit Detlef Jessen-Klingenberg (Hrsg.): TXL. Berlin Tegel Airport. Park Books, Zürich 2020, ISBN 978-3-03860-202-6 (deutsch, englisch).
- Sebastian Redecke, Volkwin Marg (Hrsg.): Architekten von Gerkan, Marg und Partner: Bauen in Italien. Erfahrungen 1996 - 2023, Park Books, 2023, ISBN 978-3-03860-325-2